# Anthony Griffith
Anthony Griffith (Huddersfield, 28 ottobre 1986) è un ex calciatore montserratiano, di ruolo centrocampista.

## Palmarès

### Club

#### Competizioni nazionali
- Football League Trophy: 1

Doncaster: 2006-2007